# The Bakery
«The Bakery» es una canción de la artista estadounidense Melanie Martinez como el único sencillo de su EP After School y acompañada de un video musical.

## Antecedentes
El 25 de julio de 2020, Melanie reveló durante una entrevista con el canal brasileño «Multishow» que la canción fue producida por Blake Slatkin. El 22 de septiembre de 2020, Melanie publicó un fragmento de la canción en TikTok y anunció que se lanzaría el 25 de septiembre. El 25 de septiembre de 2020, Melanie publicó un fragmento del video musical en su Instagram y anunció que el video, junto con el resto del EP, se lanzaría en la medianoche EST.

## Tema
'The Bakery' es una canción sobre Martinez trabajando sin entusiasmo en una panadería durante la escuela secundaria porque necesitaba ganar dinero para invertir en su arte y su música.

## Posicionamiento en listas
| Lista (2020)                            | Mejor posición |
| --------------------------------------- | -------------- |
| Alternative Streaming Songs (Billboard) | 23             |

## Historial de lanzamiento
| Región         | Fecha                    | Formato          | Discográfica     | Ref.  |
| -------------- | ------------------------ | ---------------- | ---------------- | ----- |
| Estados Unidos | 25 de septiembre de 2021 | Descarga digital | Atlantic Records | [ 6 ] |